# Pleopeltis crassinervata
Pleopeltis crassinervata är en stensöteväxtart som först beskrevs av Fée, och fick sitt nu gällande namn av Thomas Moore. Pleopeltis crassinervata ingår i släktet Pleopeltis och familjen Polypodiaceae. Inga underarter finns listade.